# Bystřice (affluent de l'Ohře)
Pour les articles homonymes, voir Bystřice.
La Bystřice est une rivière de Tchéquie de 28 km de long qui coule dans la région de Karlovy Vary. Elle est un affluent de l'Ohře et donc un sous-affluent de l'Elbe.